# Worldwar: Tilting the Balance
Tilting the Balance ist der zweite Roman der Worldwar-Tetralogie des Autors Harry Turtledove. Nachdem im Jahr 1941 reptiloide Außerirdische über der Erde erschienen sind und einen religiös motivierten Eroberungsfeldzug begonnen haben, hat sich der Verlauf der Geschichte drastisch geändert.
Das Buch wird von Worldwar: Upsetting the Balance gefolgt.

## Inhalt
Im Jahr 1943 belagern die reptiloiden Angehörigen der Rasse (engl. The Race) weiterhin die Erde. Ihnen ist es gelungen die Förderung und Verarbeitung von Erdöl drastisch herabzusetzen, und auch ihre Kontrolle über Afrika und Südamerika wurde noch weiter intensiviert.
Weiter wird die Iberische Halbinsel ebenso wie Italien von den Bodentruppen der Rasse eingenommen, die endlich das Dritte Reich vernichten wollen. Oberst Heinrich Jäger, der sich in In the Balance durch seinen Raub von Plutonium hervorgetan hatte, erhält nahe Belfort das Kommando über eine Panzerkompanie, die die voranstürmenden Truppen der Rasse aufhalten soll.
Bevor er jedoch in der Schlacht fallen kann, wird er überraschend nach Wittelsbach abkommandiert, wo das Atomprogramm des Dritten Reiches seinen Sitz hat. Dort gerät einer der Reaktoren vollkommen außer Kontrolle und eine nukleare Kettenreaktion zerstört die gesamte Stadt, Jäger gerlingt es jedoch zu entkommen.
Die Japaner foltern zu dieser Zeit den außerirdischen Piloten Teerts beinahe zu Tode, um von ihm Informationen über die Kernspaltung zu bekommen. Ebenso lässt Minister Molotov die eigenen Wissenschaftler in einer geheimen Anlage in Moskau foltern, um sie zu intensiverer Forschung zu zwingen.
Nachdem Heinrich Jäger die Bergung von nuklearem Material aus dem zerschmolzenen Reaktor in Wittelsbach überwacht hat, reist er gemeinsam mit Otto Skorzeny nach Split, wo sie gemeinsam mit kroatischen Soldaten, bewaffnet mit FG42-Gewehren, hunderte Angehörige der Rasse abschlachten, die versucht hatten, Kroatien von den Achsenmächten zu lösen.
Kurz bevor der Roman endet, detoniert die erste menschengemachte Atombombe, die als Landmine Kaluga deponiert war und eröffnet den Angehörigen der Rasse, dass ihr Eroberungsfeldzug lang und entbehrungsreich werden wird.

## Dramatis personæ
- Otto Skorzeny
- Heinrich Jäger: Deutscher Panzerkommandant
- Jens Larssen: Am Manhattan-Projekt beteiligter Physiker
- Sam Yeager: Baseballspieler der Decatur Commodores
- Fleetlord Atvar: Oberster Kommandant der außerirdischen Invasionsflotte

## Rezensionen
In Publishers Weekly wird dem Roman vorgeworfen (zu)viel Aufmerksamkeit auf die Kriegsmaschinerie zu verwenden und dafür zu selten die Feinheiten des Akteure zu vertiefen.

## Auflage und Ausgaben
US, Del Rey ISBN 0-345-38997-2, Veröffentlicht am 21. Februar 1995
US, Del Rey ISBN 0-345-38998-0, Veröffentlicht 1996, Paperback